# Janka Horakova
Janka Horakova (* in Neunkirchen (Saar)) ist eine deutsche Schauspielerin und Synchronsprecherin slowakischer Abstammung.

## Leben
Janka Horakova begann mit drei Jahren eine klassische Ballettausbildung. Horakova war in der Grundschule in der Theater-AG und auf dem Gymnasium in der Musical-AG aktiv. Später war sie Mitglied in freien Theatergruppen.
Horakova wurde an der Schauspielschule Schauspiel München ausgebildet und absolvierte die Bühnenreifeprüfung vor der Paritätischen Prüfungskommission in Wien. Sie lebte zwei Jahre in New York City und besuchte die New York Film Academy, um ihre Schauspielfähigkeit vor der Kamera zu erweitern und sich im Filmemachen weiterzubilden.

### Schauspiel
2015 war Janka Horakova am Saarländischen Staatstheater in den Musicals The Rocky Horror Show unter der Regie von Sebastian Welker und Paradise of Pain unter der Regie von Frank Nimsgern zu sehen. Sie spielte Theater an freien Bühnen und übernahm 2016 am Kammerspielchen Wuppertal die weibliche Hauptrolle in Der Brautvater an der Seite von Thorsten Nindel.
2020 spielte Horakova die Hauptrolle Corinna Schön im KiKA Kinderkurzfilm Die Wolfsbande aus der Kurzfilmreihe Geschichten von Überall unter der Regie von Lydia Bruna. Der Film gewann 2021 das Goldene Einhorn als Bester Kinderkurzfilm auf der Alpinale in Bludenz in Österreich.
2021 war sie in der Fernsehserie Die Pfefferkörner in der Episode Die Paketagentin als Episodenhauptrolle Josy Kuhlmann zu sehen, eine Betrügerin, die gemeinsam mit ihrer Mutter in kriminelle Aktivitäten verwickelt ist.
2024 übernahm Horakova die Rolle der skurrilen Anwältin Jasmin Blüml in der komödiantischen Episode All In der Fernsehserie SOKO Leipzig.
2025 spielte sie die komödiantische Episodenhauptrolle Madita Holterbrink in der Fernsehserie In aller Freundschaft - Die jungen Ärzte.

### Musik
Als Kind spielte Janka Horakova bis zum jugendlichen Alter im Orchester eines Musikvereins Schlagwerk und legte das Musikerleistungsabzeichen D2 ab. Später spielt sie Schlagzeug in diversen Bands und im Orchester der Humboldt-Universität u. a. mit einem Konzert in der Berliner Philharmonie.
Unter dem Namen Jkova veröffentlicht Horakova 2020 ihr eigenes Musikvideo, in welchem sie singt, Schlagzeug spielt und in insgesamt vier Rollen zu sehen ist. Sie war zudem hinter der Kamera als Regisseurin, Produzentin und Editorin tätig.

### Synchronisation
Seit 2017 arbeitet Janka Horakova auch als Synchronsprecherin. Als Tochter einer Slowakin wuchs sie zweisprachig auf und wurde daher oft für Rollen mit ost-europäischem Akzent besetzt.
2018–2019 synchronisiert sie die Hauptrolle Aja Tarron in der Netflix-Serie 3 von oben von Guillermo del Toro. Die Rolle wird in der Originalfassung von Tatiana Maslany gesprochen und hat einen russischen Akzent, den Horakova ebenfalls mimt. Es folgten weitere Synchronrollen wie beispielsweise die Rolle Lara Buterskaya, gesprochen mit rumänischem Akzent, in der Serie Eine wie Alaska oder eine Doppelrolle als Fran und Emma als Kind in dem Film Sissy.
Da Horakova chargieren kann, wird sie öfter für Kinderrollen besetzt. In der im ZDF ausgestrahlten Serie Belle und Sebastian spricht sie den kleinen Jungen Sören und als das Mädchen Rose Pendelton übernimmt Horakova die deutsche Stimme von Maddie Ziegler in Spirit: wild und frei.
Als Werbesprecherin hat Janka Horakova ihre Stimme für TV- und Funkspots bekannten Marken und Unternehmen wie beispielsweise Zalando, Campari, BiFi, Betty Barclay oder dem WWF geliehen.

### Social Media
Seit 2023 ist Janka Horakova als Content Creator auf TikTok aktiv.

## Filmografie (Auswahl)
- 2016: Tatort: Totenstille (Fernsehreihe)
- 2019: Ugly Little Liar (Kurzfilm)
- 2020: Geschichten von Überall: Die Wolfsbande (Fernsehkurzfilmreihe)
- 2020: Rollercoaster (Musikvideo)
- 2021: Die Pfefferkörner (Fernsehserie, Folge Die Paketagentin)
- 2021: Westwing: Let inspiration in (TV-Werbespot)
- 2024: Don’t Puke (Kurzfilm)
- 2024: SOKO Leipzig (Fernsehserie, Folge All In)
- 2025: In aller Freundschaft - Die jungen Ärzte (Fernsehserie, Folge Drahtseilakt)

## Synchronisation (Auswahl)
- 2017: Spirit: wild und frei: Maddie Ziegler (als Rose Pendelton)
- 2017: Belle und Sebastian: Sonja Ball (als Sören)
- 2018: Bad Spies: Ivanna Sakhno (als Nadedja)
- 2018–2019: 3 von oben: Tatiana Maslany (als Aja Tarron)
- 2019: Eine wie Alaska: Sofia Vassilieva (als Lara Buterskaya)
- 2020: BoJack Horseman: Lisa Kudrow (als Wanda Pierce)
- 2021: Hanna: Anna Kameníková (als Katerina Svobodová)
- 2022: Sissy: Lucy Barrett (als Fran) und Camille Cumpston (als junge Emma)
- 2023: Copenhagen Cowboy: Dafina Zeqiri (als Flora)
- 2023: Janes tierische Abenteuer: Elise Bauman (als Annisa)
- 2023: The Rookie: Feds: Jackie R. Jacobson (als Anya)
- 2023: A Killer’s Memory: Joanna Kulig (als Annie)